# Főfelügyeleti jog
A főfelügyeleti jog az államot területi felségjogánál fogva megillető jog az egyházakkal és a vallásfelekezetekkel szemben. Nem azonos a főkegyúri joggal, amely bizonyos beavatkozási lehetőséget biztosít.

## A jog tartalma
A főfelügyeleti jog alapján az állam ügyel arra, hogy az egyházak és a vallásfelekezetek a hatáskörüket ne lépjék át illetve az állam jogos érdekeit, egymás jogait és szabadságát ne veszélyeztessék. A helyesen értelmezett főfelügyeleti jog a helyesen értelmezett vallásszabadság feltétele. 
Az egyháznak joga van védekezni, ha a főfelügyeleti jog birtokosa bizalmatlanságból megpróbál beavatkozni a liturgiába és igehirdetésbe, az egyházi törvényhozásba és igazgatásba (királyi tetszvényjog).

## Története
Többször előfordult, hogy a főfelügyeleti jog "mértéktelen alkalmazására törekedtek"  a febronianizmus, a gallikanizmus és a jozefinizmus képviselői. 
Magyarországon a Magyar Népköztársaság korszakában (1951 és 1989 között) a főfelügyeleti jogot a minisztertanács az Állami Egyházügyi Hivatal útján gyakorolta.
Az 1990. évi IV. törvény kimondta, hogy „a Magyar Köztársaságban az egyház az államtól elválasztva működik. Az egyház belső törvényeinek, szabályainak érvényre juttatására állami kényszer nem alkalmazható. Az egyházakat azonos jogok illetik és azonos kötelezettségek terhelik"  
A törvény megtiltotta továbbá, hogy az állam az egyházak irányítására, felügyeletére szervet  hozzon létre. 